# Мельница 1913 года (Маньково-Берёзовская)
Мельница 1913 года — памятник промышленной архитектуры начала XX века, который находится в слободе Маньково-Березовская, Милютинский район, Ростовская область, Россия.

## История
Мельница была построена в первой четверти двадцатого века несколькими инвесторами, а именно богатыми жителями местного хутора купцами Морозовым Афанасием Андреевичем и Новиковым Григорием Федоровичем, а так же лавочником Полозовом Гавриилой Лукьяновичем в целях создать конкуренцию владельцам ветряных, водяных и паровых мельниц, располагавшихся в области. В 1913 году строительство вальцовой мельницы было окончательно завершено. В движение мельницу приводил механизм мощного нобелевского одноцилиндрового корабельного мотора. Акционеры мукомольной компании благодаря работе мельницы получали большие прибыли.
После Октябрьской революции 1917 года и последовавших за ней времён лихолетья мельница была заброшена из-за нехватки рабочих рук и невозможности организовать работу, а потом на некоторое время пришла в запустение. Вскоре она перешла в государственную собственность и работала вплоть до 1986 года, после чего вновь была закрыта. Ныне пребывает в запущенном состоянии.
В ноябре 2015 года была выкуплена частным лицом.